# 韦尔姆比特尔
韦尔姆比特尔（德語：Welmbüttel）是德国石勒苏益格－荷尔斯泰因州的一个市镇。总面积7.60平方公里，总人口453人，其中男性225人，女性228人（2011年12月31日），人口密度60人/平方公里。